# Пра Утай II
Пра Утай II (1739 — грудень 1777) — король Камбоджі, який правив країною в другій половині XVIII століття.

## Життєпис
Був другим сином князя Анг Сора, родича короля Анг Тонга. Прийшов до влади 1758 року. Ціною його сходження на престол стала провінція Преа Трапеа, що відійшла до В'єтнаму й отримала назву Чавінь.
Від 1769 до 1771 року під час вторгнення до Камбоджі сіамської армії під проводом принца Анг Нона Утай II був змушений переховуватись у В'єтнамі. Повернувся 1772 року, втім далі правив під контролем в'єтнамського чиновника. 1775 року задля уникнення династичних суперечок був змушений зректись престолу на користь свого молодшого брата Анг Тана. Фактичну ж владу до 1779 року в країні мав Анг Нон III.